# Hamzat Ojediran
Hamzat-Basit Ojediran (* 14. November 2003 in Lagos) ist ein nigerianischer Fußballspieler, der beim RC Lens in der Ligue 1 spielt.

## Karriere

### Verein
Ojediran begann seine fußballerische Ausbildung in Nigeria und spielte bis 2022 in der von Emmanuel Amunike betriebenen E & A Academy. Im Sommer 2022 wechselte er in die albanische erste Liga zum KF Egnatia. Sein Profidebüt gab er direkt am ersten Spieltag über 90 Minuten gegen den FK Partizani Tirana. Bis zur Winterpause spielte er elf Ligapartien und ein Spiel im Pokal, den das Team am Ende der Spielzeit gewann.
Im Februar 2023 wurde er zunächst nach Ungarn an Debreceni VSC verliehen. Dort spielte er bis zum Ende der Saison 2022/23 siebenmal in der Nemzeti Bajnokság. Nach Ablauf der Leihe wurde die Kaufoption von Debrecen gezogen und Ojediran wechselte im Sommer 2023 fest nach Ungarn. Am 17. März 2024 (25. Spieltag) schoss er bei einem 5:1-Sieg gegen Zalaegerszegi TE FC sein erstes Tor im Profibereich. In der gesamten Saison 2023/24 spielte er 27 Mal für den DVSC, wobei er dreimal traf und drei Assists bereitete.
Nach einem weiteren Einsatz in Ungarn wechselte er im August 2024 nach Frankreich zum Erstligisten RC Lens. Sein Ligue-1-Debüt gab er am dritten Spieltag gegen die AS Monaco. Seinen ersten Treffer in der höchsten französischen Spielklasse gelang ihm über zwei Monate später bei einem 3:2-Sieg über den FC Nantes.

### Nationalmannschaft
Ojediran nahm mit der nigerianischen U17-Nationalmannschaft an der U17-WM 2019 teil, wo er in allen vier Partien auflief und mit der Mannschaft im Achtelfinale ausschied.

## Erfolge
KF Egnatia
- Albanischer Pokalsieger: 2023